# SARS-CoV-2 501.V2
     100 - 999 casi confermati
     50 - 99 casi confermati
     10 – 49 casi confermati
     5 - 9 casi confermati
     2 - 4 casi confermati
     1 caso confermato
     Stato con casi confermati, ma di cui non si hanno cifre precise
     Casi sospetti
     Nessun caso o nessun dato

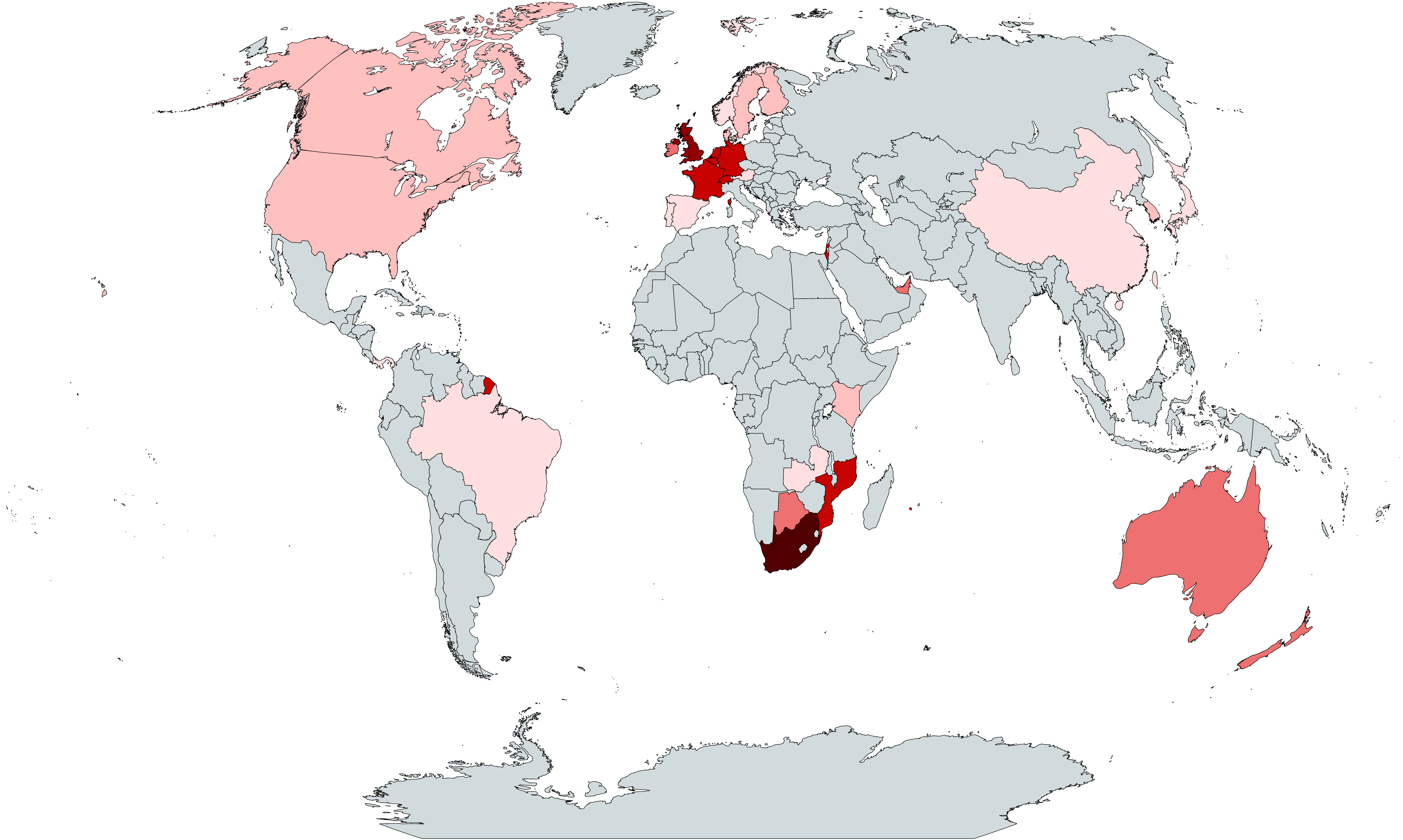
Stati con casi confermati della variante 501.V2 al 29 gennaio 2021
100 - 999 casi confermati
50 - 99 casi confermati
10 – 49 casi confermati
5 - 9 casi confermati
2 - 4 casi confermati
1 caso confermato
Stato con casi confermati, ma di cui non si hanno cifre precise
Casi sospetti
Nessun caso o nessun dato

SARS-CoV-2 501.V2, anche nota come variante Beta, corrisponde a una variante mutata di SARS-CoV-2, il virus che causa COVID-19. La variante è stata rilevata per la prima volta in Sudafrica ed è stata segnalata dal dipartimento sanitario sudafricano il 18 dicembre 2020.

## Variante
Ricercatori e funzionari hanno riferito che la prevalenza della variante era più alta tra i giovani senza condizioni di salute sottostanti e, rispetto ad altre varianti, in questi casi si traduce più spesso in una malattia grave. Il dipartimento della salute sudafricano ha anche indicato che la variante potrebbe guidare la seconda ondata della pandemia di COVID-19 nel paese a causa della diffusione della variante a un ritmo più veloce rispetto alle precedenti varianti del virus.
Gli scienziati hanno notato che la variante contiene diverse mutazioni che le consentono di legarsi più facilmente alle cellule umane a causa di tre mutazioni nel dominio di legame del recettore (RBD) nella glicoproteina S (spinula) del virus: N501Y (un passaggio da asparagina (N) a tirosina (Y) posizione dell'amminoacido 501), K417N e E484. Di queste mutazioni (E484K e N501Y) rientrano nel motivo di legame del recettore (RBM) del dominio di legame del recettore (RBD).

## Rilevamento
La nuova variante è stata scoperta mediante sequenziamento dell'intero genoma. Diverse sequenze genomiche di questo lignaggio sono state inviate al database di sequenze SIGSIDA, ad esempio, adesione di sequenza.